# مخيم النويعمة
مخيم النويعمة
،  ،  أقيم على طريق (العوجا– بيسان)، على بعد 5كم إلى الشمال من مدينة أريحا، وبالقرب من الأماكن الأثرية، التي اشهرها قصر هشام بن عبد الملك الخليفة الاموي الذي اتخذ من المكان مشتى له.
بلغت مساحة المخيم 276 دونماً. تعود ملكية الأرض لعشائر النويعمة وينخفض المخيم عن سطح البحر حوالي 140م.وقد بلغ عدد سكان المخيم قبل حرب حزيران عام 1967 حوالي 25000 نسمة ويمثلون حوالي 300 عائلة، كان في المخيم مدرستان للذكور ابتدائية حتى الصف السادس وكانت تسمى المدرسة الخالدية، ومدرسة اعدادية تحتوي على ثلاثة صفوف حتى الصف التاسع، كما كانت هناك مدرسة للإناث تدرس حتى الصف السادس الابتدائي، وفي المخيم كانت توجد عيادة طبية تشرف عليها وكالة الغوث والتي كانت بدورها تشرف على المدارس كلها، وبعد العدوان الإسرائيلي عام 1967 أصبحت معظم وحدات المخيم السكنية آيلة للسقوط، فهجره من تبقى من السكان بعد أن منعت سلطات الاحتلال وكالة الغوث وتشغيل اللاجئين من صيانة وترميم الأبنية والمنشآت والمدارس تمهيداً لعودة سكانه إليه، وهو اليوم خالٍ تماماً من السكان.

## أعلام
- عائشة الرازم: (13 أغسطس 1952) شاعرة وصحفية ورسامة.